# لجن فاضلاب

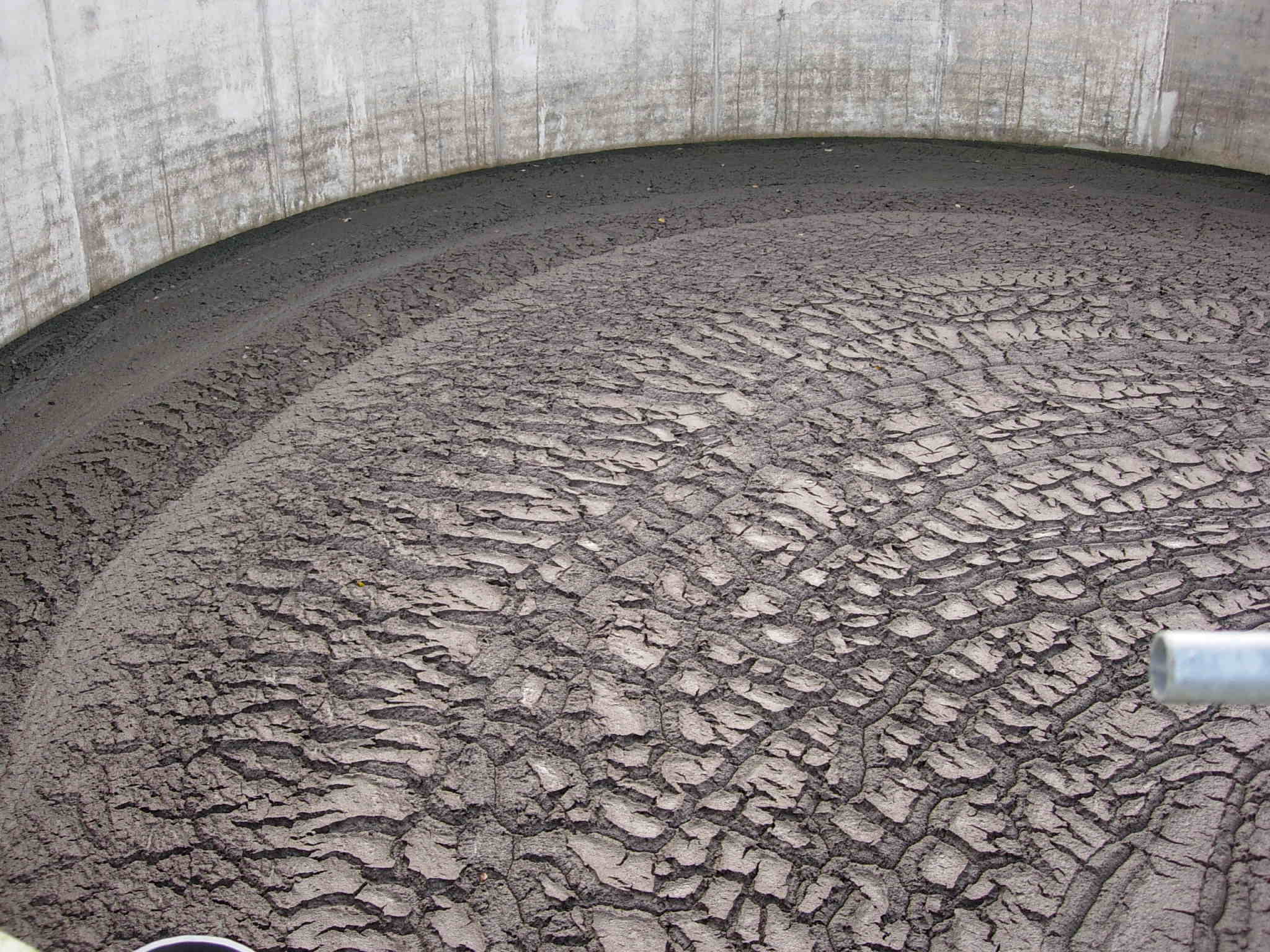
لجن انباشته‌شده در سیلو.

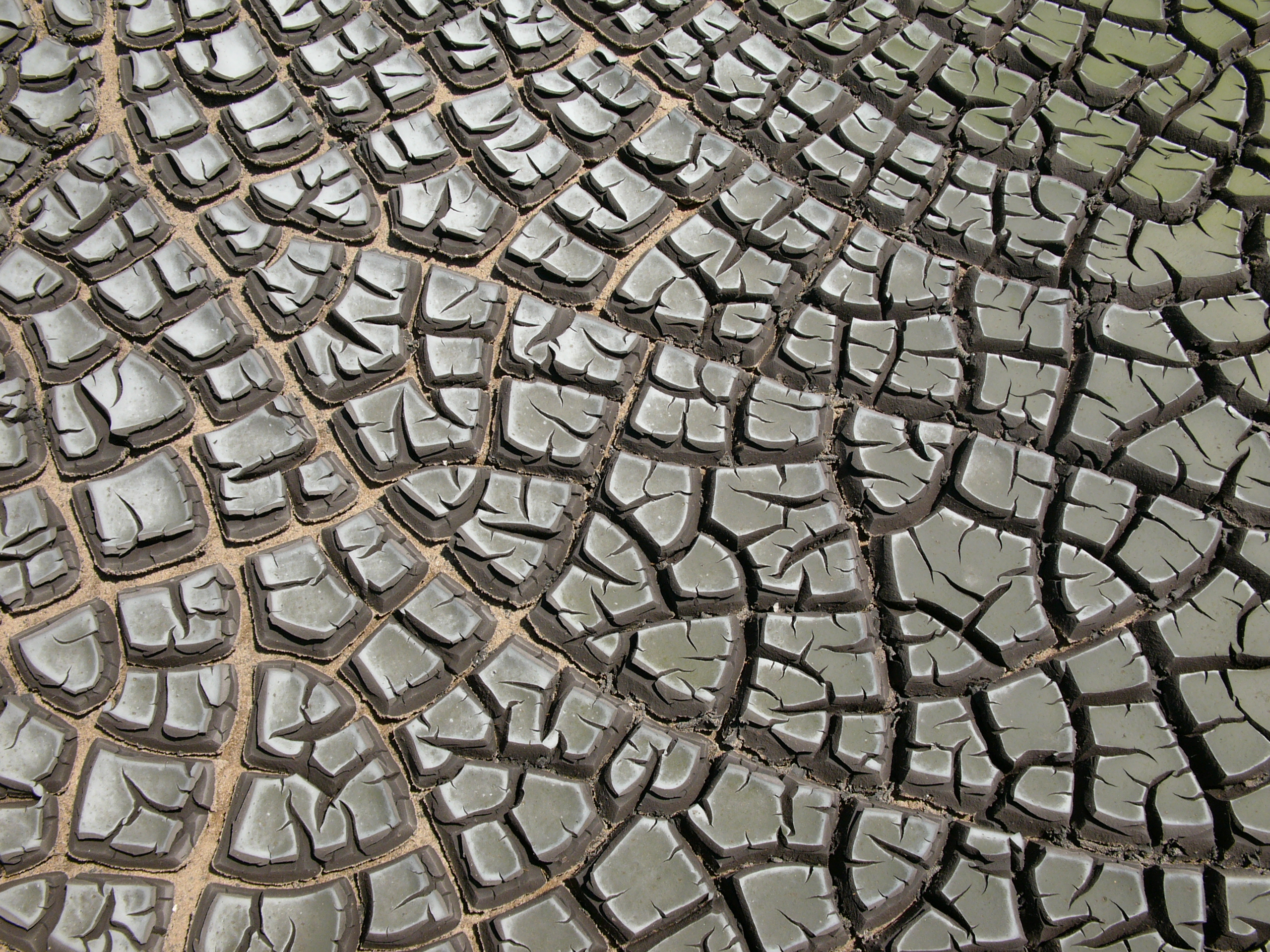
ترک‌های خشک موجود در لجن که پس از خشک شدن کامل تصفیه فاضلاب باقی می‌ماند.

لجن (به انگلیسی: Sewage sludge)، مادهٔ نیمه‌جامد باقی‌مانده از تصفیهٔ فاضلاب خانگی یا فاضلاب صنعتی است. لجن حاصل از تصفیه‌خانه‌های فاضلاب (اسلاج) (به انگلیسی: Sludge) و لجن حاصله از سپتیک‌تانک‌ها (سپتیج) (به انگلیسی: Septage) دو مفهوم متفاوت هستند و نباید با هم اشتباه شوند.
هنگامی که فاضلاب وارد یک تانک ته‌نشینی اولیه (Primary settling tank) می‌شود، تقریباً ۶۰٪ از مواد جامد معلق در یک و نیم ساعت نخست، ته‌نشین می‌شوند. این مجموعه از مواد جامد به لجن خام معروف است و تا پیش از فعال شدن فرایند بی‌هوازی، «تازه» گفته می‌شود. هنگامی که باکتری‌های بی‌هوازی آن را فراگیرند، لجن در زمانی کوتاه می‌گندد و تا پیش از این رویداد باید آن را از استخر ته‌نشینی خارج کرد.
حذف ذرات قابل ته‌نشینی، چربی و روغن‌های موجود در فاضلاب رستوران‌ها و سالن‌های غذاخوری جهت جلوگیری از پر شدن سریع چاه جذبی و گرفتگی لوله‌ها به سبب تجمع چربی و ذرات درشت قابل ته‌نشین از مزایای استفاده از این نوع سپتیک تانک‌ها است.

## مترادف
از واژه‌های مترادف لجن، می‌توان به خاکروبه و رشت اشاره کرد. یا آنچه که از جایی فرو می‌ریزد